# AWM Holding Zrt.
Az AWM Holding Zrt. egy 2010-ben alakult, budaörsi székhelyű magánkézben lévő vállalat.

## Története
Az AWM Holding Zrt. 2010-ben alakult Szabó Barnabás vezetésével. A holdingtársaság fő tevékenysége kezdetben a pénzügyi befektetés volt, ez 2020-ban egészült ki a nagykereskedelemmel. Az egészségügyi termékeket később műtrágya, gabonakereskedelem, alapélelmiszerek és elektronikai komponensek, főként autóipari chipek követték.
A cég székhelye jelenleg Budaörsön található, nagykereskedelmi raktára pedig Törökbálinton.
A 2023-as évben az AWM Holding Zrt. nyerte el a Gróf Széchenyi Család Alapítványa által adományozott az Év Széchenyi-vállalkozása fődíját, melyet a kimagasló teljesítményt nyújtó magyar tulajdonú cégeknek adnak.

## Tevékenység
A vállalat jelenleg két fő tevékenységgel rendelkezik: pénzügyi befektetések és nagykereskedelem.

### Pénzügyi befektetések
A társaság alapítása óta foglalkozik pénzügyi befektetésekkel, ennek egy része kockázati tőkebefektetés, másik része pedig nemzetközi tőzsdei kereskedés, ezen belül részvény- és részvényopciós ügylet.
Sikeres befektetése volt a vállalatnak az elmúlt években az Addepar amerikai fintech cégbe való 2018-as beszállása, melyet 3,5 év után értékesített, több, mint háromszoros profittal, valamint a Postmates-be, az USA negyedik legnagyobb étel házhozszállító cégébe való 2019-es befektetése, melyet végül az Uber vásárolt fel. Jelenleg a Udacity online oktatással foglalkozó cégben épít nagyobb pozíciót a vállalat.

### Nagykereskedelem
Az AWM Holding Zrt. nagykereskedelmi üzletága 2020 óta működik, egészségvédelmi termékek, műtrágya, gabonakereskedelem, alapélelmiszerek valamint elektronikai komponensek kereskedelmével foglalkozik.
Egészségügyi termékek
Az AWM Holding Zrt. egészség- és munkavédelmi termékeket vásárol nagy tételben Kelet-Európából, Kínából és Vietnámból, jellemzően néhány millió darabos nagyságrendben. Az ügyletek során a cég nem jutalék érdekelt közvetítőként jár el, hanem saját tőkéjéből, saját kockázatára megvásárolja a termékeket, majd nagyüzemi végfelhasználóknak (gyárak, kórházak, építkezések, kiskereskedők, önkormányzatok) értékesíti azokat.

#### Élelmiszeripari cikkek
A cég 2022 óta forgalmaz alapvető élelmiszereket, főként lisztet, cukrot és étolajat. A társaság 2023-ban lépett piacra egy saját márkás kristálycukorral, a Sweet Cats-cel.

#### Gabonakereskedelem
A vállalat egy másik, nemrég alakult kereskedelmi ága a különböző gabonafélék forgalmazása. Ez az üzletág főként takarmánykukorica és árpa kereskedelmével foglalkozik.

#### Elektronikai komponensek (autóipari chipek)
2023 óta a holdingtársaság elektronikai komponensek kereskedelmével is foglalkozik. Ezen belül az autóipari chipekre helyez nagyobb hangsúlyt, melyeket nagy tételben szállít vevőinek Európa szerte. Fő termékei általában Texas Instruments gyártmányok.

## Tanúsítványok
A társaság többféle tanúsítvánnyal is rendelkezik.
A cég nemzetközileg elfogadott Dun & Bradstreet AAA minősítése jelzi, hogy a pénzügyileg legmegbízhatóbb magyar vállalatok felső egy százalékába tartozik. Ugyancsak megbízhatóságát jelzi az ISO 9001 és ISO 14001 tanúsítványa is.

## Jelentősebb ügyfelek
Az AWM Holding Zrt. indulása óta több jelentősebb ügyféllel is dolgozott együtt.
Úgy, mint:
- Nemzeti Közművek
- MVM Zrt.
- Keve Zrt.
- Szegedi Tudományegyetem
- BorsodChem Zrt.
- Freudenberg Group

## Támogatások
Az AWM Holding Zrt. megalakulása óta nagy hangsúlyt fektet a társadalmi felelősségvállalásra. Minden évben tárgyi és/vagy pénzügyi támogatást nyújt az arra rászoruló, főleg szociális szervezeteknek.
Többek között az alábbi alapítványok és civil szervezetek részesültek az AWM Holding Zrt. támogatásában:
- Management by Jesus program és könyvkiadás
- Johannita Segítő Szolgálat
- RÉS Szociális- és Kulturális Alapítvány
- Kiútprogram
- Magyar Kézilabda Szövetség
- Kárpát-medencei Értékmentő Alapítvány
- Thury Sport Nonprofit Kft.
- Pannonhalmi Bencés Gimnázium Közhasznú Alapítvány
- Városi Sportegyesület Dunakeszi
- Duna Színház Kulturális Nonprofit Közhasznú Kft.